# Empress (cracker)
Empress (de vegades estilitzat EMPRESS) és una cracker de videojocs especialitzada a trencar programari antipirateria. Tot i que es desconeix la veritable identitat de l'Empress, sovint es fa referència a ella com una jove russa. Empress també ha llançat jocs crackejats amb el sobrenom C000005.
Empress és coneguda com un dels pocs crackers que poden trencar Denuvo. La seva motivació és eliminar l'aspecte de llicència de programari dels jocs digitals en un esforç per preservar-los després que els desenvolupadors abandonin el suport. Empress també afirma que eliminar la gestió de drets digitals (DRM) augmenta el rendiment dels videojocs.

## Carrera
Empress es va interessar per l'escena del cracking de DRM el 2014. Els seus seguidors poden participar en enquestes per seleccionar quin joc volen que es faci a continuació, i el seu treball es finança a través de donacions col·lectives. Empress sol sol·licitar 500 dòlars per trencar un joc específic. Utilitza els diners per cobrir els costos de vida, les actualitzacions de maquinari i la compra de jocs que pretén trencar.
Emperatriu va guanyar protagonisme després de llançar una versió crack de Red Dead Redemption 2. Altres jocs d'alt perfil utilitzats per Empress inclouen Mortal Kombat 11 i Anno 1800. Al febrer de 2021, Empress va declarar que aviat seria arrestada després de ser presa suposadament treballant en un crack per a Immortals Fenyx Rising. Empress va culpar a FitGirl Repacks, amb qui va tenir una baralla. Tanmateix, aquell març, Empress estava disponible per publicar una solució alternativa per al sistema de registre en línia de Battle.net. L'anunci de la detenció de l'emperadriu va ser rebut amb un escepticisme general per part de la comunitat crack.
El febrer de 2023 va llançar una versió crackejada de Hogwarts Legacy, només 12 dies després del llançament.

## Polèmiques
Empress és coneguda a l'escena P2P per la secció "nota personal" als fitxers NFO dels seus llançaments, que sovint contenen una varietat d'insults i altres mots ofensius en relació amb les seves opinions sociopolítiques. El fitxer d'informació subministrat amb la versió craquejada de Hogwarts Legacy va expressar la seva insatisfacció amb el que es va descriure com el "sistema woke" d'avui dia, defensant les opinions de la creadora de la sèrie Harry Potter, J. K. Rowling, sobre les persones transgènere i acusant la comunitat transgènere de ser "homes marietes" i grups progressistes de censura contra aquells que expressen la seva disconformitat.